# Frederick Cook
Frederick Albert Cook (Hortonville, New York, 1865. június 10.– New Rochelle, New York állam, 1940. augusztus 5.) amerikai sarkkutató, orvos. 1891-ben részt vett Peary második grönlandi expedíciójában, majd az 1897–98-as Gerlache-féle belga antarktiszi expedíción is. 1903–6 között Alaszkában kutatott, s azt állította, hogy megmászta a Denalit. 1908-ban északi-sarki expedíciót szervezett, s beszámolója szerint Peary előtt érte azt el. Később azonban bebizonyították, hogy el sem indult téli szállásáról a sark felé.